# Liste der Gerichte in den Marken
Die Liste der Gerichte in den Marken dient der Aufnahme der staatlichen italienischen Gerichte der ordentlichen und besonderen Gerichtsbarkeit in der Region Marken. Bis auf Weiteres sind nur Gerichtsorte angegeben.

## Ordentliche Gerichtsbarkeit
| Oberlandesgericht | Nachgeordnete (Landes-)Gerichte   | Friedensgerichte                                    |
| ----------------- | --------------------------------- | --------------------------------------------------- |
| Ancona            | Ancona                            | Ancona, Fabriano, Jesi, Senigallia                  |
| Ancona            | Ascoli Piceno                     | Ascoli Piceno                                       |
| Ancona            | Fermo                             | Fermo                                               |
| Ancona            | Macerata                          | Camerino, Macerata                                  |
| Ancona            | Pesaro                            | Fano, Pesaro                                        |
| Ancona            | Urbino                            | Macerata Feltria, Urbino                            |
| Ancona            | Jugendgericht Ancona              |                                                     |
| Ancona            | Strafvollstreckungsgericht Ancona | (Strafvollstreckungsstellen in Ancona und Macerata) |

Beim Oberlandesgericht (Corte d’appello) wird ein Schwurgericht zweiter Instanz eingerichtet, bei den Landesgerichten Schwurgerichte. Beim Oberlandesgericht gibt es eine Generalstaatsanwaltschaft, bei den Landesgerichten und Jugendgerichten Staatsanwaltschaften.
Beim Oberlandesgericht Ancona und beim Landesgericht Ancona bestehen Kammern für Unternehmens-, Urheberrechts- oder Handelssachen.

## Besondere Gerichte
- Regionaler Verwaltungsgerichtshof (TAR) in Ancona.
- Regionale Steuerkommission (Finanzgericht) in Ancona.
  - Vier nachgeordnete Provinz-Steuerkommissionen in Ancona, Ascoli Piceno, Macerata und Pesaro.
- Das Gericht für öffentliche Gewässer in Rom ist auch für die Region Marken zuständig.
- Außenstelle des Nationalen Rechnungshofes in Ancona (hat den Status eines Gerichts).
- Das Militärgericht in Rom ist auch für die Region Marken zuständig.
- Aufgaben der Verfassungsgerichtsbarkeit übernimmt das Verfassungsgericht in Rom.